# Diplazium ovatum
Diplazium ovatum är en majbräkenväxtart som först beskrevs av W.M.Chu, Ren-Chang Ching och Z.Y.Liu och som fick sitt nu gällande namn av R.Wei och X.C.Zhang.
Diplazium ovatum ingår i släktet Diplazium och familjen Athyriaceae. Inga underarter finns listade i Catalogue of Life.